# Charles Leonard Bouton
Charles Leonard Bouton (St. Louis (Missouri), 25 de abril de 1869 — 20 de fevereiro de 1922) foi um matemático estadunidense. Foi professor da Universidade Harvard.
Seus pais, o engenheiro William Bouton e Mary Rothery Conklin, fixaram-se em St. Louis após a Guerra de Secessão.
Charles obteve em 1891 o mestrado na Universidade Washington em St. Louis. Após dois anos na Universidade de Leipzig obteve em 1898 o doutorado, orientado por Sophus Lie e Adolf Mayer, com a tese Invariants of the General Linear Differential Equation and their Relation to the Theory of Continuous Groups. Retornou depois para Harvard. Em 1901/1902 descobriu que o jogo Nim pode ser jogado com uma estratégia matemática.
Em 1907 casou com Mary Spencer, de Baltimore, com que teve três filhas.